# Brian Shaw
Brian Shaw (26. února 1982) je americký profesionální strongman a vítěz soutěže World’s Strongest Man z let 2011, 2013, 2015 a 2016. Na základě některých jeho výkonů se z určitého úhlu pohledu stal nejsilnějším mužem historie. Je prvním a prozatím posledním strongmanem, kterému se podařilo 2x ve stejný rok vyhrát soutěže Arnold Strongman Classic a World’s Strongest Man, což se mu povedlo v letech 2011 a 2015.

## Život před strongmany
Brian Shaw se narodil ve Fort Luptonu v Coloradu. Jeho rodiči jsou Jay a Bonnie Shaw. Oba jeho rodiče jsou nadprůměrně vysocí (183 cm otec a 180 cm matka) a několik jeho strýců se vyznačuje výjimečným vzrůstem a mohutností, což naznačuje, že Shaw má pro své extrémní tělesné proporce pravděpodobně dědičné předpoklady.
Na střední škole ve Fort Luptonu Shaw exceloval v basketbalu. Po dokončení střední školy vážil 108 kg a nastoupil na Otero Junior College v La Junta v Coloradu. Tam se seznámil s trenérem Bobem Austinem a stal se jedním z klíčových postav školního basketbalového týmu Rattlers. Poté nastoupil na univerzitu Black Hills State University, kde díky basketbalu obdržel plně hrazené stipendium a studia ukončil titulem v oboru “wellness management“.
Během své basketbalové kariéry se Shaw podle svých slov stal “závislým na vahách“ a tělocvičnu nazýval svou “svatyní“. Během těchto tréninků Shaw naplno objevil své předpoklady pro silové disciplíny, neboť kromě vysokého vzrůstu, neobvykle mohutných paží a velikostí bot č. 16, zjistil, že je od přírody také velmi silný i bez speciálního tréninku. Jeho vlastními slovy: „Odjakživa mi to šlo. Největší pneumatika, nejtěžší kámen… vždy jsem dokázal prostě přijít a zvednout to všechno. Je to zvláštní síla, ne síla získaná v posilovně. Je to primitivní síla, primitivní výkonnost.“

## Kariéra
Shaw započal svou kariéru strongmana výhrou, když se zúčastnil soutěže Denver Strongest Man v říjnu 2005. Do závodu nastoupil bez jakékoliv strukturované nebo speciální přípravy. Jen o sedm měsíců později v červnu 2006 se zařadil do profesionálního žebříčku a jeho úspěch pokračoval.
V roce 2009 se účastnil závodu Fortissimus, jež se také někdy nazývá Strongest Man on Earth. Tato soutěž se konala v Kanadě, Shaw se umístil na třetím místě a jako jediný závodník zvládl zvednout šest Atlasových kamenů se vzrůstající váhou od 135 do 190 kg. Poté závodil v Rumunsku na World Strongman Super Series. V září se podruhé zúčastnil World’s Strongest Man, tentokrát ve Valettě. Zde se dostal do soutěžní skupiny přezdívané “Skupina smrti“. Kromě jiných elitních závodníku s ním byl v této skupině i Zydrunas Savickas, který byl považován jako obvykle za hlavního favorita celé soutěže. V rámci skupiny Savickas Shawa porazil a celou skupinu vyhrál, nicméně rozdíl mezi nimi byl pouhé dva body a Shaw později ve finále závodu dosáhl na třetí místo. Toto umístění bylo v souladu s předpovědí Randella Strossena z Ironmind, který před závodem na adresu Shawa prohlásil následující: „Musí být považován za favorita na umístění mezi prvními třemi. Pokud zůstane zdravý, neexistuje žádný limit pro to, co by mohl dokázat. Má to dáno od přírody, má komplexní silové vlohy.“
V roce 2010 se Shaw kvalifikoval do finále World’s Strongest Man v Sun City v Jihoafrické republice, které se konalo opět v září. Na konci finále měl Shaw stejně bodů jako Savickas a oba se dělili o první místo. Aby byl určen jediný celkový vítěz, byla zvolena metoda založená na počtu vítězství jednotlivých disciplín v průběhu finále. Ze šesti finálových disciplín měl Savickas 3 dílčí vítězství a Shaw 2 a celkovým vítězem se tudíž stal Savickas.
Shaw závodil proti Savickasovi jen o měsíc později na Giants Live Istanbul. Savickas skončil opět na prvním a Shaw druhém místě.
V listopadu téhož roku vyhrál Shaw první ročník soutěže Jón Páll Sigmarsson Classic v Reykjavíku na Islandu. Ještě ve stejný rok vyhrál i Strongman Super Series Swedish Grand Prix a stal se tak celkovým šampiónem série strongman závodů zvané Super Series za rok 2010.
V roce 2011 se Shaw znovu zúčastnil World's Strongest Man závodu. Před poslední finálovou disciplínou, kterou měly být Atlasovy kameny, se Shaw dělil o první místo se Savickasem. V této poslední disciplíně Shaw Savickase porazil a získal první místo. Podobný scénář měl závod i v roce 2013, kdy do poslední finálové disciplíny nastupoval Shaw z prvního a Savickas z druhého místa. Znovu se jednalo o Atlasovy kameny a Shaw opět zvítězil a získal první místo.

## Tělesné parametry
Brian Shaw měří 203 cm a jeho tělesná váha se již několik let pohybuje v rozmezí 190 až 200 kg. Obvod jeho bicepsů je přes 50 cm a denně přijímá ze stravy 8000 až 10 000 kilokalorií.

## Osobní rekordy

### Výkony podané v tělocvičně
- Dřep – 360 kg
- Benchpress – 238 kg
- Mrtvý tah – 420 kg bez trhaček, 454 kg s trhačkami
- Strongman Deadlift (trhačky) – 448 kg
- Hummer Tire Strongman Deadlift (trhačky) – 517 kg
- Log Lift - 200 kg

### Výkony podané během oficiálních strongman soutěží
- Strongman Deadlift (trhačky) – 464 kg (Arnold Strongman Classic 2016)
- Hummer Tire Strongman Deadlift (trhačky) – 509 kg (Arnold Strongman Classic 2013)
- Hummer Tire Strongman Deadlift (trhačky) - 511 kg (Arnold Strongman Classic 2014)
- Stone Lift (do výšky 122 cm) - 250 kg (Arnold Strongman Classic 2016)